# 12 indizi per innamorarsi
12 indizi per innamorarsi (On the 12th Date of Christmas) è un film televisivo del 2020 diretto da Gary Yates, con protagonisti Mallory Jansen e Tyler Hynes.

## Trama
Jennifer, un'organizzatrice di giochi, si ritrova a collaborare con il più esperto ma meno collaborativo collega Aidan su un progetto commissionato da un nuovo hotel a Chicago. Il cliente, dagli standard molto elevati, ha concesso loro una settimana di tempo per organizzare una romantica caccia al tesoro in tutta la città tenendo a mente come tema i giorni di Natale. Sebbene all'inizio entrambi si vedano come rivali, scopriranno presto di essere fatti l'uno per l'altro.